# Hawaii Railway
| \| \| \| \| \| \| \| \| Mahukona HI \| \| \| \| \| Honoipu HI \| \| \| \| \| \| \| \| \| \| Hoea Mill HI \| \| \| \| \| \| \| \| \| \| Hoea HI \| \| \| \| \| Union Mill HI \| \| \| \| \| Kohala Landing \| \| \| \| \| Kohala Mill \| \| \| \| \| Kohala HI \| \| \| \| \| Hālawa HI \| \| \| \| \| Niulii HI \| \| |  |                |                |
| |  |                |                |
| Kopfbahnhof Streckenanfang (Strecke außer Betrieb) |  | Mahukona HI    | Mahukona HI    |
| Bahnhof (Strecke außer Betrieb) |  | Honoipu HI     | Honoipu HI     |
| Verschwenkung von links (Strecke außer Betrieb) · Verschwenkung von rechts (Strecke außer Betrieb) |  |                |                |
| Strecke (außer Betrieb) · Betriebs-/Güterbahnhof Streckenende (Strecke außer Betrieb) |  | Hoea Mill HI   | Hoea Mill HI   |
| Verschwenkung nach links (Strecke außer Betrieb) |  |                |                |
| Bahnhof (Strecke außer Betrieb) |  | Hoea HI        | Hoea HI        |
| Bahnhof (Strecke außer Betrieb) |  | Union Mill HI  | Union Mill HI  |
| Bahnhof (Strecke außer Betrieb) |  | Kohala Landing | Kohala Landing |
| Spitzkehrbahnhof rechts (Strecke außer Betrieb) |  | Kohala Mill    | Kohala Mill    |
| Bahnhof (Strecke außer Betrieb) |  | Kohala HI      | Kohala HI      |
| Bahnhof (Strecke außer Betrieb) |  | Hālawa HI      | Hālawa HI      |
| Kopfbahnhof Streckenende (Strecke außer Betrieb) |  | Niulii HI      | Niulii HI      |

Die Hawaiʻi Railway ist eine ehemalige Eisenbahngesellschaft in Hawaii (Vereinigte Staaten). Sie betrieb eine Eisenbahnstrecke in der Spurweite von drei Fuß (914 mm) von Mahukona nach Niulii an der Nordspitze der Insel Hawaiʻi. Der Besitzer Samuel Gardner Wilder war gleichzeitig Innenminister des Königreichs Hawaiʻi und gab sich selbst am 5. Juli 1880 die Konzession für die Bahn. Am 13. August 1880 unterzeichnete König Kalakaua einen Subventionsvertrag, der Wilder 2500 US-Dollar pro Meile zusicherte, sobald er die Bahn fertigstellt. Wilder gründete daraufhin am 20. Oktober die Hawaiʻian Railroad. Im August 1880 verlor er seinen Ministerposten, kurz nachdem er die Eisenbahngesetze in seinem Interesse geändert hatte. Er wurde der größte Aktionär der neu gegründeten Eisenbahngesellschaft. Er hatte ursprünglich vor, Eisenbahnlinien auf der gesamten Insel zu verlegen. 

## Geschichte
Die ersten Pläne für die Eisenbahnlinie wurden 1878 entworfen, als ein neuer völkerrechtlicher Vertrag zwischen dem Königreich von Hawaiʻi, das von König Kalakaua regiert wurde, und den Vereinigten Staaten den Zuckerexport attraktiv machte. Wilder, der Besitzer des Dampfers Likelike schlug die Linienführung nach Kohala vor, obwohl Samuel Parker von der Parker Ranch die Strecke von Hilo nach Hamakua bevorzugt hätte.
Der Bau begann 1881 von Mahukona aus. Wilder hatte zuvor den Hafen von Mahukona ausgebaut. Dabei handelt es sich um einen das ganze Jahr über benutzbaren Hafen in geschützter Lage. Er baute dort Lagerhäuser und zahlreiche Kais. Für den Bau der Eisenbahnlinie beschäftigte er 100 chinesische Arbeiter und 20 weiße Aufseher. Die Chinesen verdienten 17,00 $ pro Monat und lebten jeweils zu acht in Zelten. Die Arbeit wurde durch eine Pocken-Epidemie verzögert, die den Immigranten lange Quarantänezeiten auferlegte, aber im März 1881 wurden die ersten Schwellen und Schienen verlegt.

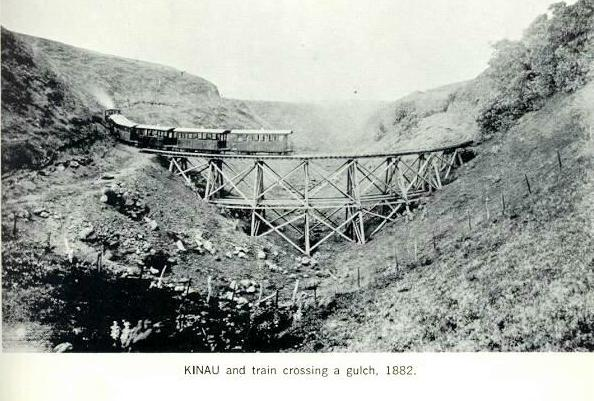
Die Dampflok Kinau überquert 1882 mit einem Personenzug eine Holzbrücke

Die Strecke wurde im Laufe des Jahres 1882 abschnittsweise eröffnet: im März 1882 waren 18 Kilometer betriebsbereit. Die erste Dampflokomotive wurde von den Baldwin Locomotive Works bezogen und erhielt den Namen Kinau nach der Wilders Gattin. Die Dampflokomotive zog Züge mit Zuckerrohr und Passagieren in den geschützten Hafen von Mahukona, von wo der Dampfer Likelike den weiteren Transport übernahm. 
Im Mai 1882 waren bereits 24 Kilometer fertig gestellt. Wilder bestellte kurz danach zwei weitere Lokomotiven, die A Ke Ahi (Feuer-Ding) and the Kauka. Erstere trug den Namen, den Wilder bekommen hatte, als er zum ersten Mal auf die Insel kam. Am 10. Januar 1883 war die 32 Kilometer lange Strecke fertig.
Im Mai 1883 veranstaltete die Eisenbahngesellschaft eine zeremonielle Fahrt für König Kalakaua, damit dieser in Kapaau die Originalstatue von König Kamehameha I. enthüllen konnte, die zuvor auf See verlorengegangen war sowie dann wiedergefunden und restauriert wurde. Die Bevölkerung von Kohala tat ihr Bestes, um den königlichen Besuch vorzubereiten, und der König seinerseits beeindruckte sie, indem er mit einem russischen Kanonenboot anreiste, das Salutschüsse abgab. Die aus Teakholz gebauten Personenwagen erhielten daraufhin den Namen Kalakaua Cars.

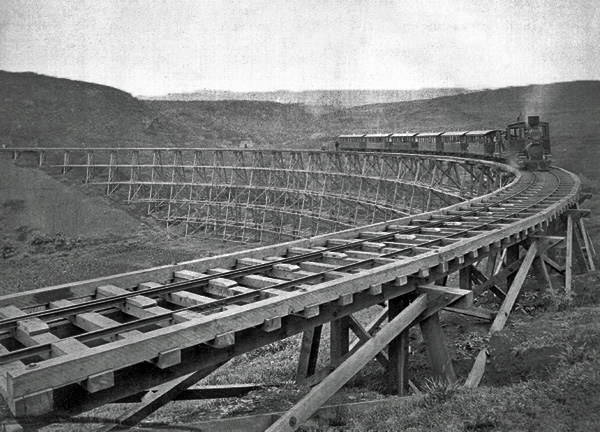
Eine der Trestle-Brücken

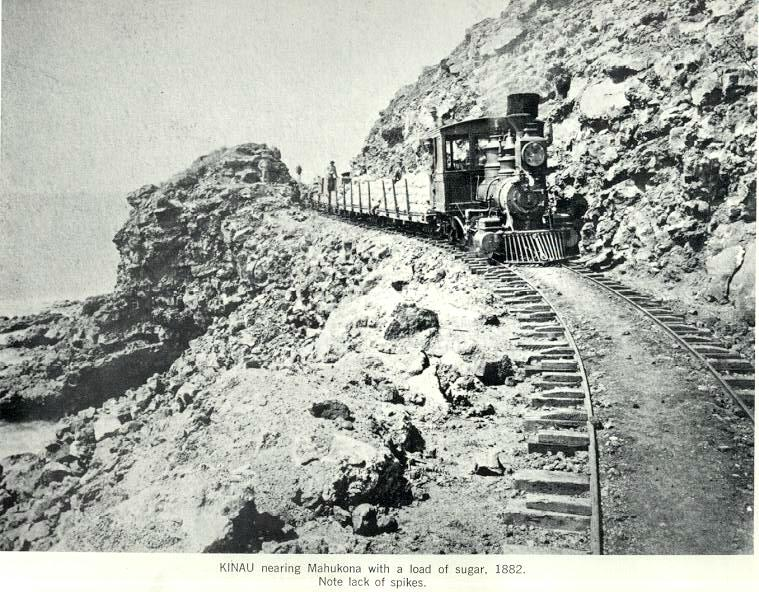
Die Dampflok Kinau mit einem mit Zuckerrohr beladenen Güterzug im Gebirge

Aufgrund des Reliefs der Vulkaninsel mussten viele Einschnitte und Täler überwunden werden, was mit insgesamt 17 Bockbrücken erfolgte. Die höchste der Brücken lag 25 Meter über der Talsohle, die längste Brücke war 170 Meter lang. Die Strecke diente hauptsächlich dem Güterverkehr, jedoch gab es auch bescheidenen Personenverkehr. Es herrschte chronischer Trinkwassermangel sowie Wassermangel für die Dampflokomotiven. Wasser musste per Schiff aus Honolulu eingeführt werden und dann per Maultier vom Hafen zum Camp und Bahnhof transportiert werden.
1884 produzierte North Kohala 10.000 t Zucker und erwirtschaftete über 40.000 $ Profit. Die Eisenbahn transportierte 20.000 t Fracht und 6.000 Passengiere. Es gab sogar ein einfaches Telefonnetz, das alle Haltestellen miteinander verband, in dem oft mehrere Gespräche gleichzeitig auf einer Leitung geführt wurden. In dieser Zeit kam die stärkere Lokomotive Kalakaua auf die Insel, um die ursprüngliche Lokomotive Kinau zu ersetzen, die daraufhin im Austausch nach Maui gebracht wurde. Die Kalakaua wurde auf den neuen Namen Leslie getauft.
Nach Wilders Tod im Jahr 1888 wurde Charles L. Wight, der von Anfang an der Manager der Eisenbahngesellschaft war, deren neuer Präsident. Bei einer Analyse der bisherigen finanziellen Entwicklung wurde offensichtlich, dass einige Notizen und Dokumente über die Besitzanteile verloren gegangen waren. Wilder hatte in der Tat die gesamte Gesellschaft besessen, ohne dass dies jemand wusste. Diese Enthüllung und andere Entwicklungen erstickten den ursprünglichen Enthusiasmus für die Eisenbahn. Es kam zu schleichenden Einbußen bei den Einnahmen. 
Am 17. Dezember 1897 musste die Gesellschaft aus finanziellen Gründen in Hawaiʻi Railway umgegründet werden. Kurz nachdem alle Zuckerfabriken im Raum Kohala sowie die Eisenbahn durch die Kohala Sugar Company aufgekauft worden waren, wurde die Bahngesellschaft am 30. September 1937 zur Mahukona Terminals Ltd. umgegründet. 1939 musste aus wirtschaftlichen Gründen der Abschnitt Kohala–Niulii stillgelegt werden. 1942 endete der planmäßige Betrieb zwischen Hawi Mill und Mahukona, die Strecke wurde jedoch weiterhin gelegentlich für Zuckerrohrtransporte benutzt. Die restliche Strecke wurde am 29. Oktober 1945 stillgelegt. In Mahukona blieb ein kurzer Abschnitt am Hafen bis 1955 in Betrieb.

## Verbleib des Rollmaterials
Die Leslie, die zuvor als Kalakaua auf Maui eingesetzt worden war, und die die erste Lokomotive auf den Inseln von Hawaii war, wurde um 1959 nach Kalifornien verschifft und erhielt dort den würdelosen Namen Little Toot. Sie wurde dort mit drei Kalakaua Cars teilweise renoviert. Eine neuere Lokomotive wurde nach Kolorado verbracht. Möglicherweise sind die Überreste von zwei alten Lokomotiven nach wie vor in Kohala. Einer der Personenwagen aus Teakholz endete im Museum von Maui.